# Jan Fransen (Romanist)
Jan Fransen (* 25. Juli 1877 in Bovenkarspel; † 18. Januar 1948 in Amsterdam) war ein niederländischer Romanist.

## Leben
Fransen promovierte 1926 an der Sorbonne mit der Arbeit Les comédiens français en Hollande au XVIIe et au XVIIIe siècles (Paris 1925, Genf 1978). Er war an der Universität Amsterdam ab 1936 Privatdozent und von 1943 bis 1945 außerordentlicher Professor für Französische Sprach- und Literaturwissenschaft des Mittelalters. Von 1945 bis zu seinem Tod war er Professor an der Universität Utrecht.